# Hago-See
Der Hago-See liegt im Sektor Murundi des Distrikts Kayonza in der Ostprovinz von Ruanda und innerhalb des Akagera-Nationalparks.

## Geographie
Der Hago-See hat eine Fläche von 16,1 Quadratkilometern bei einem Umfang von 33,5 Kilometern. Er ist etwa 6 Kilometer lang und 5,8 Kilometer breit. Die maximale Tiefe liegt bei 5,8 Metern.Südöstlich liegt der kleinere Kivumba-See. Beide Seen sind Teil einer Seengruppe in den Akagera-Sümpfen um den Kagera-Nil, die auf einer mittleren Höhe von 1200 m liegen. Ihre Gesamtfläche liegt bei 178,4 km².

## Flora und Fauna
Um den See wachsen Sumpfwälder und Echter Papyrus (Cyperus papyrus). In den Seen des Akagera-Nationalparks leben Flusspferde und Krokodile. Auch Schildkröten und Amphibien sind häufig. Zudem suchen die im Park vorkommenden Säugetiere wie zum Beispiel die Afrikanischen Elefanten, Kaffernbüffel, Zebras, Ellipsen-Wasserböcke, Großriedböcke, Kronenducker, Sitatunga Pferdeantilopen, Schwarzfersenantilopen, Wüstenwarzenschweine und Leoparden die Seen auf.

## Wirtschaft
Der See wird zum Fischen genutzt. 1975 lag die jährliche Fangmenge bei rund 90 Tonnen.